# Vienna-Express-Klasse
Die Vienna-Express-Klasse ist eine Serie von Containerschiffen der Hamburger Reederei Hapag-Lloyd.

## Einzelheiten
Die Vienna-Express-Klasse umfasst drei Schiffe, die von 2009 bis 2010 auf der südkoreanischen Werft Hyundai Heavy Industries gebaut wurden. Die Schiffe gleichen weitestgehend den 2005 bis 2008 abgelieferten Einheiten der Colombo-Express-Klasse sowie den Schiffen der gleichzeitig gebauten Prague-Express-Klasse. Von letzteren unterscheiden sich die drei Schiffe der Vienna-Express-Klasse durch das abweichende Baumuster des Hauptmotors. Sie gehören mit einer Breite von 42,8 m zu den Post-Panamax-Schiffen und fuhren bis 2023 unter deutscher Flagge mit Heimathafen Hamburg.

## Technik
Die Schiffsaufbauten sind etwa auf vier Fünftel der Länge achtern angeordnet. Die Containerstellplatzkapazität beträgt 8600 TEU, es sind 730 Anschlüsse für Kühlcontainer vorhanden. Die Laderäume der Schiffe werden mit Pontonlukendeckeln verschlossen.
Der Schiffsantrieb besteht aus einem Zwölfzylinder-Zweitakt-Dieselmotor des MAN B&W-Typs 12K98ME, der von Hyundai Heavy Industries in Lizenz gebaut wurde. Die Leistung von 57.200 kW wird direkt auf einen Festpropeller abgegeben. Die Schiffe erreichen eine Geschwindigkeit von gut 25 kn. Die An- und Ablegemanöver werden durch ein Bugstrahlruder mit einer Leistung von 2.500 kW unterstützt.
Das elektrische Bordnetz ist in Mittelspannung ausgeführt, es wurden ein Wellengenerator und vier Dieselgeneratoren mit insgesamt rund 25.000 kW installiert.

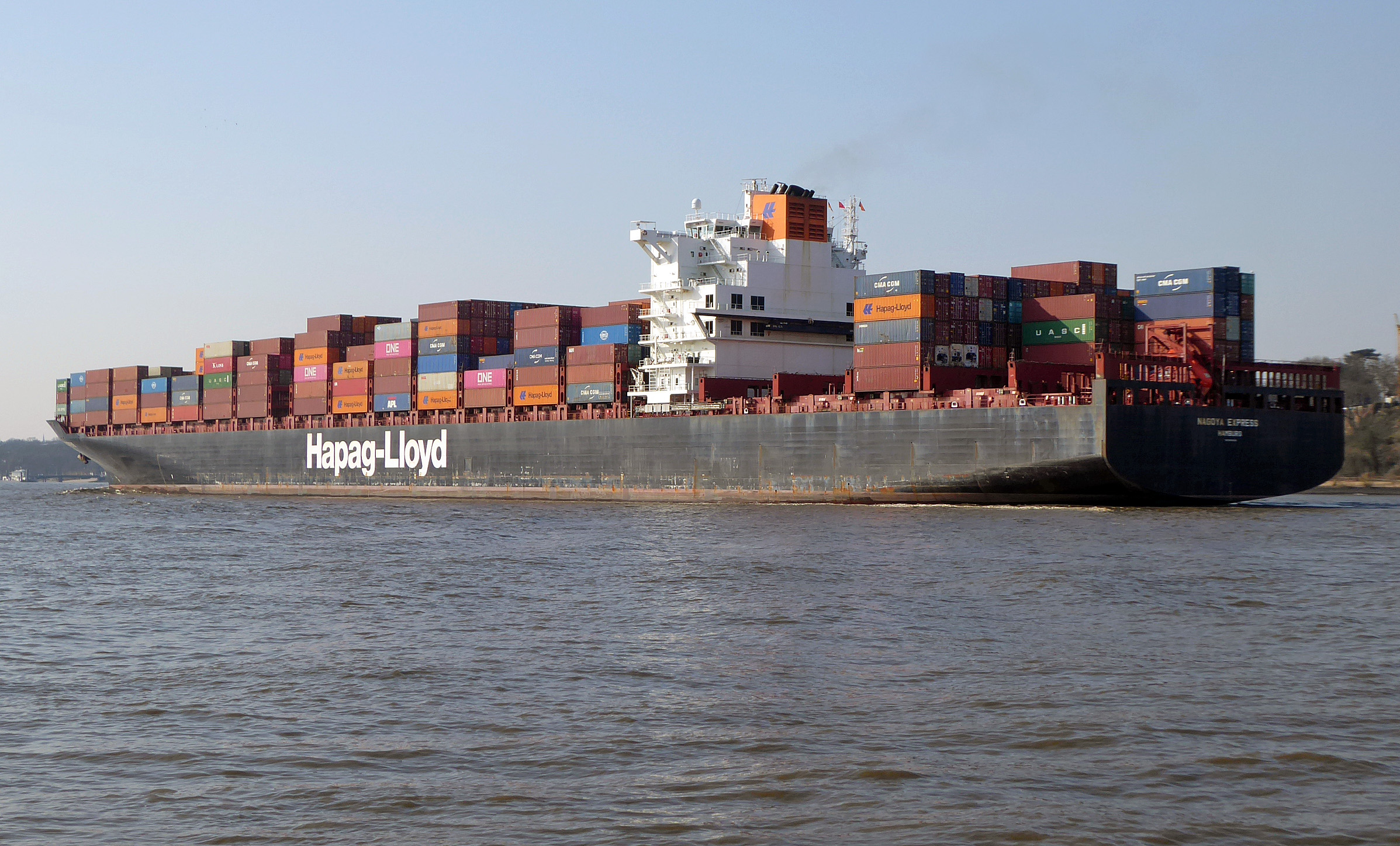
Heckansicht der Nagoya Express (ex Basle Express) 2022

## Die Schiffe
| Vienna-Express-Klasse | Vienna-Express-Klasse | Vienna-Express-Klasse | Vienna-Express-Klasse                              | Vienna-Express-Klasse            |
| Bauname               | Baunummer             | IMO-Nummer            | Kiellegung Stapellauf Ablieferung                  | Umbenennungen und Verbleib       |
| --------------------- | --------------------- | --------------------- | -------------------------------------------------- | -------------------------------- |
| Vienna Express        | 2095                  | 9450416               | 1. September 2009 6. November 2009 11. Januar 2010 | so in Fahrt                      |
| Basle Express         | 2096                  | 9450428               | 7. Oktober 2009 11. Dezember 2009 23. Februar 2010 | 2012 Nagoya Express, so in Fahrt |
| Budapest Express      | 2097                  | 9450430               | 7. Oktober 2009 11. Dezember 2009 23. Februar 2010 | so in Fahrt                      |